# Мужская сборная Гонконга по хоккею на траве
Мужская сборная Гонконга по хоккею на траве — мужская сборная по хоккею на траве, представляющая Гонконг на международной арене. Управляющим органом сборной выступает Ассоциация хоккея на траве Гонконга (англ. Hong Kong Hockey Association).
Сборная занимает (по состоянию на 1 января 2015) 52-е место в рейтинге Международной федерации хоккея на траве (FIH).

## Результаты выступлений

### Олимпийские игры
- 1964 — 15-е место

### Азиатские игры
- 1958 — не участвовали
- 1962 — 6-е место
- 1966 — 7-е место
- 1970 — 7-е место
- 1974 — не участвовали
- 1978 — 5-е место
- 1982 — 8-е место
- 1986 — 6-е место
- 1990 — 7-е место
- 1994 — не участвовали
- 1998 — 8-е место
- 2002 — 8-е место
- 2006 — 9-е место
- 2010 — 9-е место
- 2014 — не участвовали

### Чемпионат Азии
- 1982—1993 — не участвовали
- 1999 — 8-е место
- 2003 — 7-е место
- 2007 — 8-е место
- 2009—2013 — не участвовали

### Мировая лига
- 2012/13 — 46-е место (выбыли в 1-м раунде)
- 2014/15 — ?? место (выбыли в 1-м раунде)

### Восточноазиатские игры
- 2005 — 5-е место
- 2009 —
- 2013 — 4-е место

### Азиатские игры в помещениях (индорхоккей)
- 2007 — 5-е место